# Вила Сан Пјетро
Вила Сан Пјетро (итал. Villa San Pietro) је насеље у Италији у округу Каљари, региону Сардинија.
Према процени из 2011. у насељу је живело 1756 становника. Насеље се налази на надморској висини од 34 м.

## Становништво
| 1936. | 1951. | 1961. | 1971. | 1981. | 1991. | 2001. | 2011. |
| ----- | ----- | ----- | ----- | ----- | ----- | ----- | ----- |
| 488   | 624   | 664   | 748   | 1.174 | 1.574 | 1.778 | 2.009 |